# Sari Multala
Sari Susanna Multala (ur. 5 lipca 1978 w Helsinkach) – fińska żeglarka, polityk, ekonomistka i działaczka samorządowa, mistrzyni świata, uczestniczka letnich igrzysk olimpijskich, posłanka do Eduskunty, w latach 2023–2025 minister nauki i kultury, od 2025 minister środowiska i zmiany klimatu.

## Życiorys
Do 2012 uprawiała żeglarstwo. Pływała początkowo w klasie Optimist, następnie trenowała w klasach Europa i Laser Radial. W trakcie kariery wywalczyła m.in. siedem medali mistrzostw świata (trzy złote, trzy srebrne i jeden brązowy). Została mistrzynią świata w klasie Europa (2001) oraz Laser Radial (2009 i 2010). Trzykrotnie startowała w letnich igrzyskach olimpijskich. W 2000 i 2004 zajmowała piąte miejsce w klasie Europa, w 2012 była dwunasta w klasie Laser Radial.
Uzyskała uprawnienia trenerskie na uczelni sportowej Kuortaneen urheiluopisto, a także magisterium z ekonomii w Helsińskiej Wyższej Szkole Handlu. Pracowała w zawodzie trenera żeglarstwa. Powoływana w skład organów różnych organizacji sportowych, w 2016 została członkinią zarządu Fińskiego Komitetu Olimpijskiego. Zaangażowała się w działalność polityczną w ramach Partii Koalicji Narodowej. W 2013 zasiadła w radzie miejscowości Vantaa, a w 2017 stanęła na czele rady miejskiej.
W 2015 po raz pierwszy uzyskała mandat posłanki do Eduskunty. Do fińskiego parlamentu była następnie wybierana w wyborach w 2019 i 2023.
W czerwcu 2023 objęła urząd ministra nauki i kultury w rządzie Petteriego Orpa. W styczniu 2025 przeszła na stanowisko ministra środowiska i zmiany klimatu.

## Odznaczenia
- Krzyż Wielki Orderu Danebroga (Dania, 2025)[8]